# Заставе Јужне Америке
Ово је галерија застава јужноамеричких држава и сродних међународних организација.

## Међународне заставе
- Застава Франкофоније
- Застава андске заједнице нација
- Застава Меркосура
- Застава ОПЕКа
- Застава Уједињених нација

## Државне заставе
- Застава Аргентине
- Застава Боливије
- Застава Боливије
- Застава Бразила
- Застава Чилеа
- Застава Колумбије
- Застава Еквадора
- Застава Фолкландских Острва (Уједињено Краљевство)
- Застава Француске Гвајане (Француска)
- Застава Гвајане
- Застава Парагваја
- Застава Перуа
- Застава Јужне Џорџије и Јужни Сендвичких острва (Уједињено Краљевство)
- Застава Суринама
- Застава Уругваја
- Застава Венецуеле

## Кариби
- Застава Арубе (Холандија)
- Застава Холандских Антила (Холандија)

## Средња Америка
- Застава Панаме